# San Luca a Via Prenestina (titolo cardinalizio)
San Luca a Via Prenestina (in latino Titulus Sancti Lucae ad viam Praenetinam) è un titolo cardinalizio istituito da papa Paolo VI nel 1969. Il titolo insiste sulla chiesa di San Luca Evangelista, sita nel quartiere Prenestino-Labicano e sede parrocchiale dal 2 gennaio 1956.
Dal 30 settembre 2023 il titolo è assegnato al cardinale colombiano Luis José Rueda Aparicio, arcivescovo metropolita di Bogotà.

## Titolari
- Antonio Poma (30 aprile 1969 - 24 settembre 1985 deceduto)
  - Vacante (1985-1988)
- José Freire Falcão (28 giugno 1988 - 26 settembre 2021 deceduto)
  - Vacante (2021-2023)
- Luis José Rueda Aparicio, dal 30 settembre 2023